# Ädelpion
Ädelpion (Paeonia Ädelpion-gruppen) är en grupp i familjen pionväxter och omfattar örtartade pioner med komplext ursprung.

### Webbkällor
- Svensk Kulturväxtdatabas